# Стюарт Тауншип (округ Фаєтт, Пенсільванія)
Стюарт Тауншип (англ. Stewart Township) — селище (англ. township) в США, в окрузі Файєтт штату Пенсільванія. Населення — 623 особи (2020).

## Демографія
Згідно з переписом 2010 року, у селищі мешкала 731 особа в 294 домогосподарствах у складі 209 родин. Було 339 помешкань
Расовий склад населення:
| - 98,1 % — білих - 0,1 % — корінних американців |

До двох чи більше рас належало 1,2 %. Частка іспаномовних становила 1,0 % від усіх жителів.
За віковим діапазоном населення розподілялося таким чином: 22,0 % — особи молодші 18 років, 62,5 % — особи у віці 18—64 років, 15,5 % — особи у віці 65 років та старші. Медіана віку мешканця становила 44,9 року. На 100 осіб жіночої статі у селищі припадало 111,3 чоловіків;  на 100 жінок у віці від 18 років та старших — 111,1 чоловіків також старших 18 років.
Середній дохід на одне домашнє господарство  становив 64 565 доларів США (медіана — 58 750), а середній дохід на одну сім'ю — 72 278 доларів (медіана — 65 417). Медіана доходів становила 39 333 долари для чоловіків та 28 125 доларів для жінок. За межею бідності перебувало 7,4 % осіб, у тому числі 0,0 % дітей у віці до 18 років та 7,4 % осіб у віці 65 років та старших.
Цивільне працевлаштоване населення становило 366 осіб. Основні галузі зайнятості: мистецтво, розваги та відпочинок — 19,7 %, освіта, охорона здоров'я та соціальна допомога — 16,4 %, транспорт — 12,8 %, будівництво — 12,8 %.